# Saundersiops cruciatus
Saundersiops cruciatus là một loài ruồi trong họ Tachinidae.